# Черемшанское сельское поселение (Ишимский район)
Черемшанское се́льское поселе́ние — муниципальное образование в Ишимском районе Тюменской области Российской Федерации.
Административный центр — село Черемшанка.

## История
Статус и границы сельского поселения установлены Законом Тюменской области от 5 ноября 2004 года № 263 «Об установлении границ муниципальных образований Тюменской области и наделении их статусом муниципального района, городского округа и сельского поселения»

## Население
| 2010  | 2011  | 2012  | 2013  | 2014  | 2015  | 2016 |
| ----- | ----- | ----- | ----- | ----- | ----- | ---- |
| 1087  | ↘1085 | ↘1068 | ↘1053 | ↘1033 | ↘1018 | ↘995 |
| 2017  | 2018  | 2019  | 2020  | 2021  |       |      |
| ↗1007 | ↘998  | ↘991  | ↘970  | ↗994  |       |      |

## Состав сельского поселения
| № | Населённый пункт | Тип населённого пункта       | Население |
| - | ---------------- | ---------------------------- | --------- |
| 1 | Большеудалово    | деревня                      | 220       |
| 2 | Ивановка         | деревня                      | 31        |
| 3 | Первотроицк      | деревня                      | 110       |
| 4 | Савина           | деревня                      | 291       |
| 5 | Черемшанка       | село, административный центр | 435       |